# 기지시줄다리기
기지시줄다리기(機池市줄다리기)는 대한민국 충청남도 당진시 지역에서 행해지는 재앙을 막고 풍년을 기원하는 농경의식의 하나이다. 1982년 6월 1일 대한민국의 국가무형문화재 제75호로 지정되었다.

## 개요
줄다리기는 농경의식의 하나인 일종의 편싸움 놀이로 길쌈이라고도 한다. 마을을 육지와 바닷가쪽 두 편으로 나누는데 생산의 의미에서 여성을 상징하는 바닷가 쪽이 이겨야 풍년이 든다고 한다. 줄다리기는 윤년 음력 3월초에 재앙을 막고 풍년을 기원하는 당제를 지낸 다음 행해졌다. 전설에 의하면 당진의 기지시리는 풍수적으로 옥녀가 베짜는 형국이어서 베를 양쪽에서 잡아당기는 시늉을 한데서 줄다리기가 생겼다고도 하고, 지형이 지네형이라서 지네모양의 큰 줄을 만들어 줄다리기를 했다고도 전해진다.
줄의 길이는 50∼60m이며 지름이 1m가 넘는 경우도 있어 사람이 줄을 타고 앉으면 두 발이 땅에 닿지 않을 정도라고 한다. 줄이 커서 손으로 잡아당길 수가 없기 때문에 원줄의 중간 중간에 가늘게 만든 곁줄을 여러 개 매달아 잡아당기기 좋도록 만든다. 줄 위에 올라선 대장이 지휘를 하면 줄다리기가 시작되고 각 마을의 농악대는 빠른 장단으로 사람들의 흥을 돋운다. 줄다리기가 끝나면 줄은 이긴 쪽 차지가 되는데, 승부가 결정되면 사람들이 몰려들어 칼로 줄을 끊어 간다. 끊어간 줄을 달여서 먹으면 요통이나 불임증에 효과가 있다고 믿기 때문이다. 이와 함께 줄에 양잿물이나 바늘을 떨어뜨리거나 꽂으면 줄이 끊어지고 여자가 줄을 넘으면 넘어선 곳이 끊어진다는 금기가 있어 주술적인 의미도 지니고 있다.
기지시줄다리기는 재앙을 막고 풍년을 기원하는 농경의식의 하나로, 줄다리기를 통한 농촌사회의 협동의식과 민족생활의 변화를 알 수 있는 문화적 의미를 지니고 있다.
2015년 유네스코에서는 캄보디아,베트남,필리핀과함께 공동으로 등재되었다.
기지시줄다리기가 갖는 특성은 농업과 시장이 결부되었다는 점과 세 개의 중줄을 ‘사치미’라는 도구를 활용해서 마치 머리를 따듯 꼬아 큰줄인 암줄과 숫줄을 만드는 독특한 줄 꼬기 방식이다. 기지시줄다리기는 매년 음력 2월 1일부터 잔줄 제작을 시작하여 3월 초순(양력 4월초)에 큰 줄인 암줄과 숫줄이 완성된다.

## 전승자
| 구분         | 성명 (생년월일)              | 성별 | 기예능                   | 주소                     | 인정·해제일자                    | 비고 |
| ------------ | ---------------------------- | ---- | ------------------------ | ------------------------ | -------------------------------- | ---- |
| 보유자       | 구자동 (具滋東)              | 남   | 줄다리기                 | 충남                     | 2001.09.06 인정                  |      |
| 전수교육조교 | 유위영 (劉위英)              | 남   | 줄다리기                 | 충남                     | 2001.06.27 인정                  |      |
| 보유자       | 장기천 (張基天) (1935.10.19) | 남   | 줄 제작                  | 당진시 송악읍 안들모시길 | 2001.09,06 인정, 2020.02.02 해제 |      |
| 전수교육조교 | 구본원 (具本元)              | 남   | 줄제작                   | 충남                     | 2001.06.27 인정, 2014.05.02 해제 |      |
| 보유자       | 이우영 (李禹永)              | 남   | 당제(堂祭),줄다리기,지도 | 충남                     | 1982.06.01 인정, 2000.06.06 해제 |      |

## 같이 보기
- 기지시줄다리기박물관

## 참고 자료
- 기지시줄다리기 - 국가유산청 국가유산포털